# Jesús Vázquez
Pour les articles homonymes, voir Jesús Vázquez (football, 2003) et Vázquez.
Jesús Vázquez Martínez (Ferrol, 9 septembre 1965) est un animateur de télévision espagnol. 

## Biographie
Né à Ferrol (Province de La Corogne), il passe son baccalauréat à Madrid. Il commence des études de vétérinaire, puis d'art dramatique.
Il commence à présenter des émissions de divertissement sur la chaîne télévisée Telecinco au début des années 1990. En 1993, il sort un album de chansons, A dos milímetros escasos de tu boca, qui est disque d'or, mais il ne renouvelle pas cette expérience.
Sa popularité s'accroît le long des années 2000 avec l'animation de plusieurs émissions, notamment Gran Hermano et Operación Triunfo.
Dans les années 2010, il présente les versions espagnoles du télécrochet The Voice et du reality show de découverte de talent Britain's Got Talent.

## Vie privée
Depuis novembre 2005, il est marié avec son compagnon Roberto Cortés, avec qui il vit depuis 2001,.
En 2008, il devient ambassadeur de bonne volonté pour le Haut Commissariat des Nations unies pour les réfugiés.

## Programmes télévisés
- 1990-1991 : La quinta marcha (Telecinco)
- 1991-1993 : Hablando se entiende la basca (Telecinco)
- 1993-1994 : La ruleta de la fortuna (Telecinco)
- 2001-2002 : Ésta es mi gente (Telemadrid)
- 2002 : Popstars (Telecinco)
- 2002-2003 : Gran Hermano (Telecinco)
- 2004-2005 : Gran Hermano VIP (Telecinco)
- 2004-2008 : ¡Allá tú! (Telecinco)
- 2005-2009 : Operación Triunfo (Telecinco)
- 2011 : Pekín Express 4 (Cuatro)
- 2012- : La voz (Telecinco)
- 2013-2014 : ¡Mira quién salta! (Telecinco)
- 2016 : Got Talent España 1 (Telecinco)
- 2017 : Got Talent España 2 (Telecinco)

## Récompenses et distinctions
- TP de Oro 2004 du présentateur de divertissement pour ¡Allá tú!
- TP de Oro 2006 du présentateur de variétés pour Operación triunfo et ¡Allá tú!
- Prix Ondas 2007 de la trajectoire ou du travail professionnel